# Sportpark Lankow
Der Sportpark Lankow ist eine Sportstätte im Nordwesten von Schwerin und umfasst ein Stadion mit zwei Naturrasenplätzen und drei Kunstrasenplätzen, die für Fußball und Hockey genutzt werden. Zu dem Areal gehört außerdem ein Skatepark. 

## Geschichte
Zu DDR-Zeiten spielte dort ab 1974 die ISG Schwerin-Süd, bis 1985 sogar zweitklassig. Damals betrug das Fassungsvermögen 4000 Zuschauer, wurde nach der Wiedervereinigung jedoch auf 2000 herabgesetzt. Neukonzeptioniert wurde der Sportpark ab 1996 vom Hamburger Architekturbüro des Landschaftsarchitekten Michael Nagler. Seit 2009 hat die Kommune nach eigener Angabe etwa 5,7 Millionen Euro in das Fußballzentrum Lankow investiert.
Die Anlage soll zum Zentrum des Schweriner Sports ausgebaut werden.

## Die Stadien
Der nördliche Naturrasenplatz im Sportpark Lankow verfügt über eine Tribüne und bietet Platz für 2000 Zuschauende. In diesem trägt der FC Mecklenburg seine Heimspiele aus.
Für die SG Dynamo wurde 2022 der südliche Naturrasenplatz für etwa zwei Millionen Euro in gleicher Größenordnung fertiggestellt. Sitzplätze wurden erst nachträglich eingebaut. Zur Saison 2022/23 wurde eine Anzeigetafel installiert, in der Winterpause 2022/23 wurden die Sitzplätze überdacht. Zur Saison 2024/25 erfolgte die Umbenennung in Wolf System Arena.

## ÖPNV-Anbindung
Mit dem Öffentlichen Nahverkehr ist der Sportpark über die Straßenbahn-Haltestellen Rahlstedter Straße und Lankow-Siedlung zu erreichen. Die Tram-Linie 2 bindet Lankow im 15-Minuten-Takt an die Innenstadt an. Der Haltepunkt Schwerin-Lankow ist fußläufig in 15 Minuten Entfernung und liegt an der Regionalbahn-Strecke Schwerin-Rehna, die regulär im Zwei-Stunden-Takt und während des Berufsverkehrs stündlich bedient wird.